# Saint-Maurice-de-Rotherens
Pour les articles homonymes, voir Saint-Maurice.
Saint-Maurice-de-Rotherens est une ancienne commune française située dans le département de la Savoie, en région Auvergne-Rhône-Alpes. Depuis le 1er janvier 2019, elle a fusionné avec les communes de Gresin et Saint-Genix-sur-Guiers pour former la commune nouvelle de Saint-Genix-les-Villages.

## Géographie

### Situation
Cette commune du sud-est de la France est positionnée sur le chaînon du mont Tournier, lui-même situé dans l'Avant-Pays savoyard, dans le département de la Savoie.
À vol d'oiseau, Saint-Maurice-de-Rotherens est située à 1,6 km de Gresin et 1,6 km de Gerbaix.

### Communes limitrophes
Saint-Maurice-de-Rotherens compte au total six communes limitrophes, toutes situées dans le département de la Savoie.
| Champagneux          | Champagneux / Loisieux     | Loisieux             |
| Champagneux / Gresin | Saint-Maurice-de-Rotherens | Saint-Pierre-d'Alvey |
| Gresin               | Sainte-Marie-d'Alvey       | Gerbaix              |

## Urbanisme

### Logements
Le nombre total de logements référencé dans la commune était de 108 en 2007 dont :  
- 74 résidences principales;
- 24 résidences secondaires ou occasionnels;
- 10 logements vacants.

### Risques naturels

#### Risques sismiques
La totalité du territoire de la commune de Saint-Maurice-de-Rotherens est situé en zone de sismicité no 4, comme la plupart des communes de son secteur géographique.
| Type de zone | Niveau            | Définitions (bâtiment à risque normal) |
| ------------ | ----------------- | -------------------------------------- |
| Zone 4       | Sismicité moyenne | accélération = 1,6 m/s2                |

## Toponymie
La première mentionne de la paroisse remonte vers 1061-1070, selon le cartulaire de l'abbaye de Saint-André-le-Bas de Vienne, avec notamment la mention suivante, Ecclesia Sancti Mauricii sita juxta castrum nomine Conspectum. Selon le chanoine Gros la paroisse s'appelait d'abord Saint-Maurice de Conspet ou Conspey ou encore Compey en lien avec ce château situé à proximité.
Les formes suivantes sont San Mauritium (1581), Saint Maurice en Beugey (1670), Saint Morice (1690), ainsi que Parrochia Sancti Mauritii a Rotereno au cours du siècle. On trouve également la forme Saint-Maurice-en-Bieugey, en 1670,,. C'est donc au cours du XVIIe siècle, que Rotherens fait son apparition, d'après le registre paroissial. Au siècle suivant, on le retrouve de manière systématique dans le toponyme Saint Maurice de Roterens ou Rotterens, en 1729, voire Rotherins en 1766. Alors que le duché de Savoie est occupé par les troupes révolutionnaires françaises depuis 1792, le nom de la commun est transformée en Roc de Rotherens (1793).
Le nom de la commune est constitué du nom du saint de la paroisse, Maurice d'Agaune,, auquel on a adjoint le nom de Rotherens. Ce dernier désignait probablement un hameau, depuis disparu.
En francoprovençal, le nom de la commune s'écrit San-Meûri (graphie de Conflans) ou Sant-Môris/Mœris (ORB).

## Histoire
La paroisse de Saint-Maurice (Ecclesia Sancti Mauricii in Conspectu) ainsi que le château de Conspectus (Castello Conspectu) sont mentionnés pour la première fois vers 1061-1070 dans deux documents cités par le cartulaire de l'abbaye de Saint-André-le-Bas de Vienne.
La seigneurie comprenait Saint-Maurice et le Pin (ancien nom de Gresin). Elle appartient de 1211 à 1555 successivement aux familles Gerbais, Ravais, Duclos puis de Mareste. François de Mareste la vend en 1555 à la famille de Montbel d'Entremont.
Au cours de la période d'occupation du duché de Savoie par les troupes révolutionnaires françaises, à la suite du rattachement de 1792, la commune appartient au canton de Saint-Genix, au sein du département du Mont-Blanc.
En 1912, l'ingénieur Roberto Galletti lance, depuis le Fil, son premier message radio depuis la commune. À cet emplacement, sera d'ailleurs construit le Relais hertzien commandé par La Doua-Fourvière.
Le 1er janvier 2019, la commune fusionne avec celles de Gresin et Saint-Genix-sur-Guiers pour former la commune nouvelle de Saint-Genix-les-Villages dont la création est actée par un arrêté préfectoral du 23 octobre 2018. Une partie de la population s'est opposée à ce projet.

## Politique et administration
| Période                                  | Période   | Identité     | Étiquette | Qualité |
| ---------------------------------------- | --------- | ------------ | --------- | ------- |
| mars 2001                                | mars 2008 | Luc Revel    | ...       | ...     |
| mars 2008                                | En cours  | Daniel Revel | ...       | ...     |
| Les données manquantes sont à compléter. |           |              |           |         |

## Population et société

### Démographie
Ses habitants sont appelés les  San-Maurios.
L'évolution du nombre d'habitants est connue à travers les recensements de la population effectués dans la commune depuis 1793. Pour les communes de moins de 10 000 habitants, une enquête de recensement portant sur toute la population est réalisée tous les cinq ans, les populations de référence des années intermédiaires étant quant à elles estimées par interpolation ou extrapolation. Pour la commune, le premier recensement exhaustif entrant dans le cadre du nouveau dispositif a été réalisé en 2005.

En 2016, la commune comptait 215 habitants, en évolution de −0,92 % par rapport à 2010 (Savoie : +3,63 %, France hors Mayotte : +2,11 %).
| 1793 | 1800 | 1806 | 1822 | 1838 | 1848 | 1858 | 1861 | 1866 |
| ---- | ---- | ---- | ---- | ---- | ---- | ---- | ---- | ---- |
| 370  | 339  | 425  | 450  | 484  | 508  | 429  | 406  | 402  |

| 1872 | 1876 | 1881 | 1886 | 1891 | 1896 | 1901 | 1906 | 1911 |
| ---- | ---- | ---- | ---- | ---- | ---- | ---- | ---- | ---- |
| 407  | 371  | 407  | 360  | 325  | 305  | 313  | 325  | 284  |

| 1921 | 1926 | 1931 | 1936 | 1946 | 1954 | 1962 | 1968 | 1975 |
| ---- | ---- | ---- | ---- | ---- | ---- | ---- | ---- | ---- |
| 255  | 250  | 227  | 216  | 214  | 231  | 199  | 192  | 185  |

| 1982 | 1990 | 1999 | 2005 | 2006 | 2010 | 2015 | 2016 | - |
| ---- | ---- | ---- | ---- | ---- | ---- | ---- | ---- | - |
| 143  | 163  | 166  | 159  | 160  | 217  | 214  | 215  | - |

## Culture locale et patrimoine

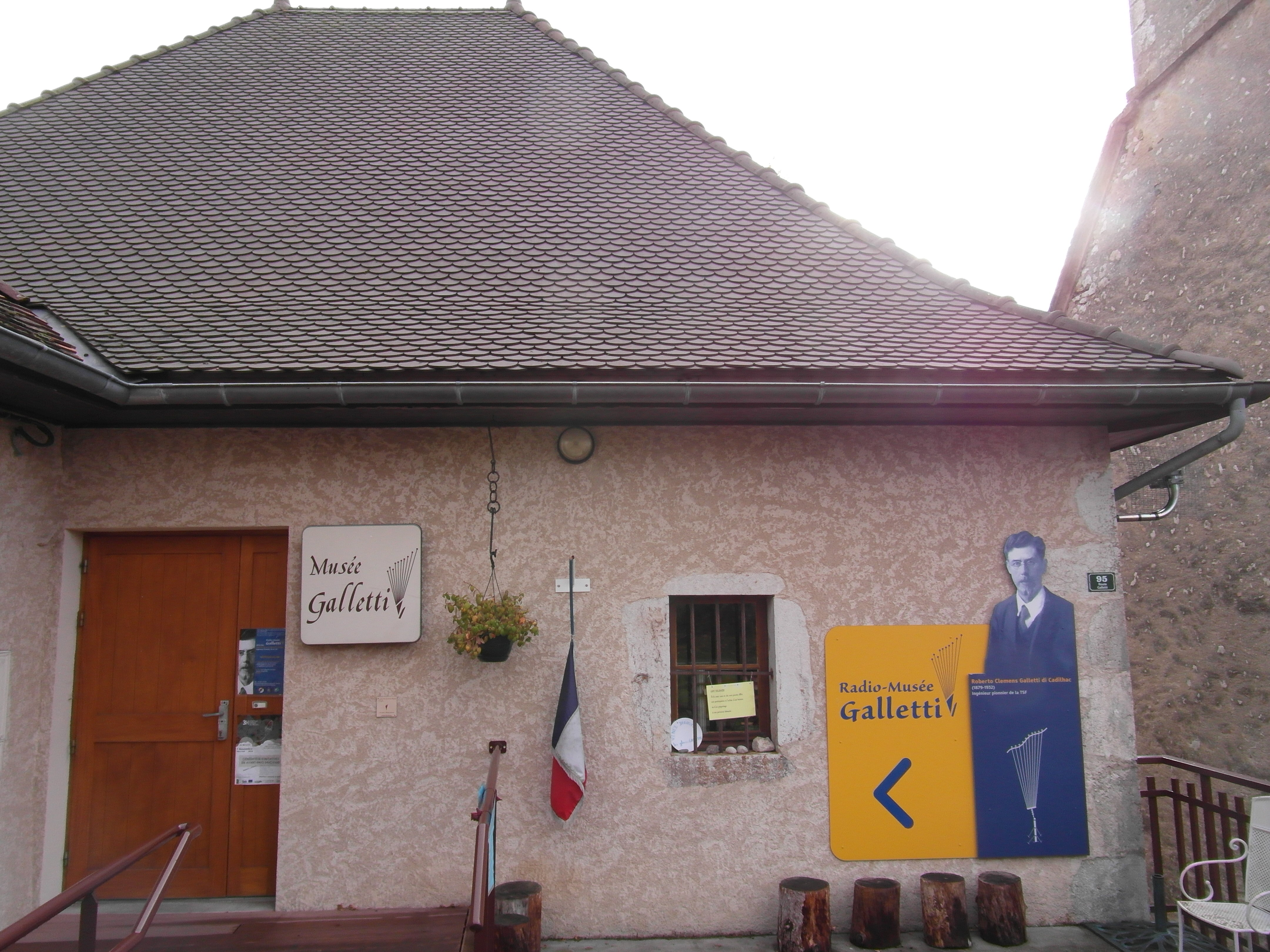
Radio-Musée Galletti

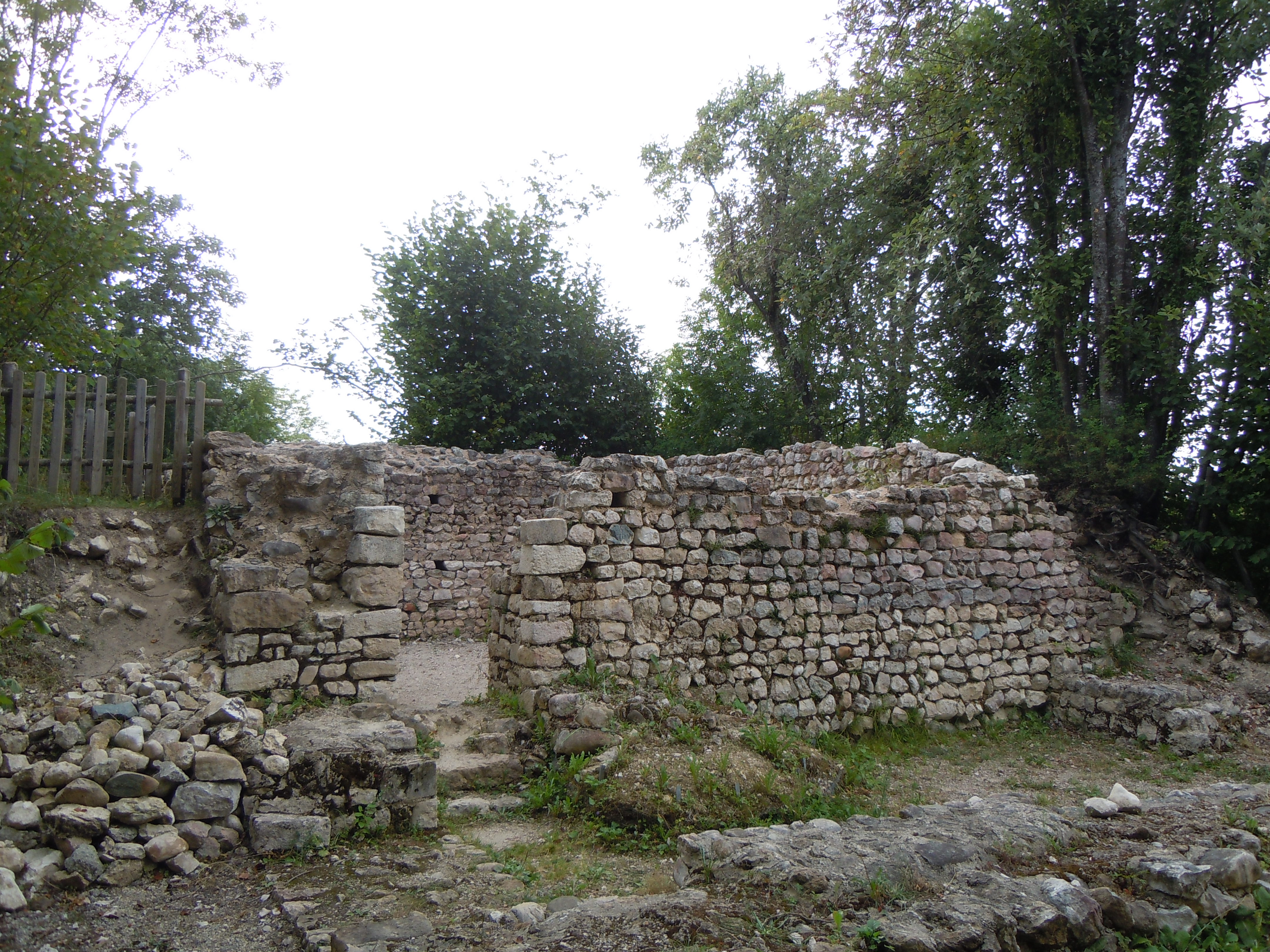
Ruine de château de Conspectus
en août 2012.

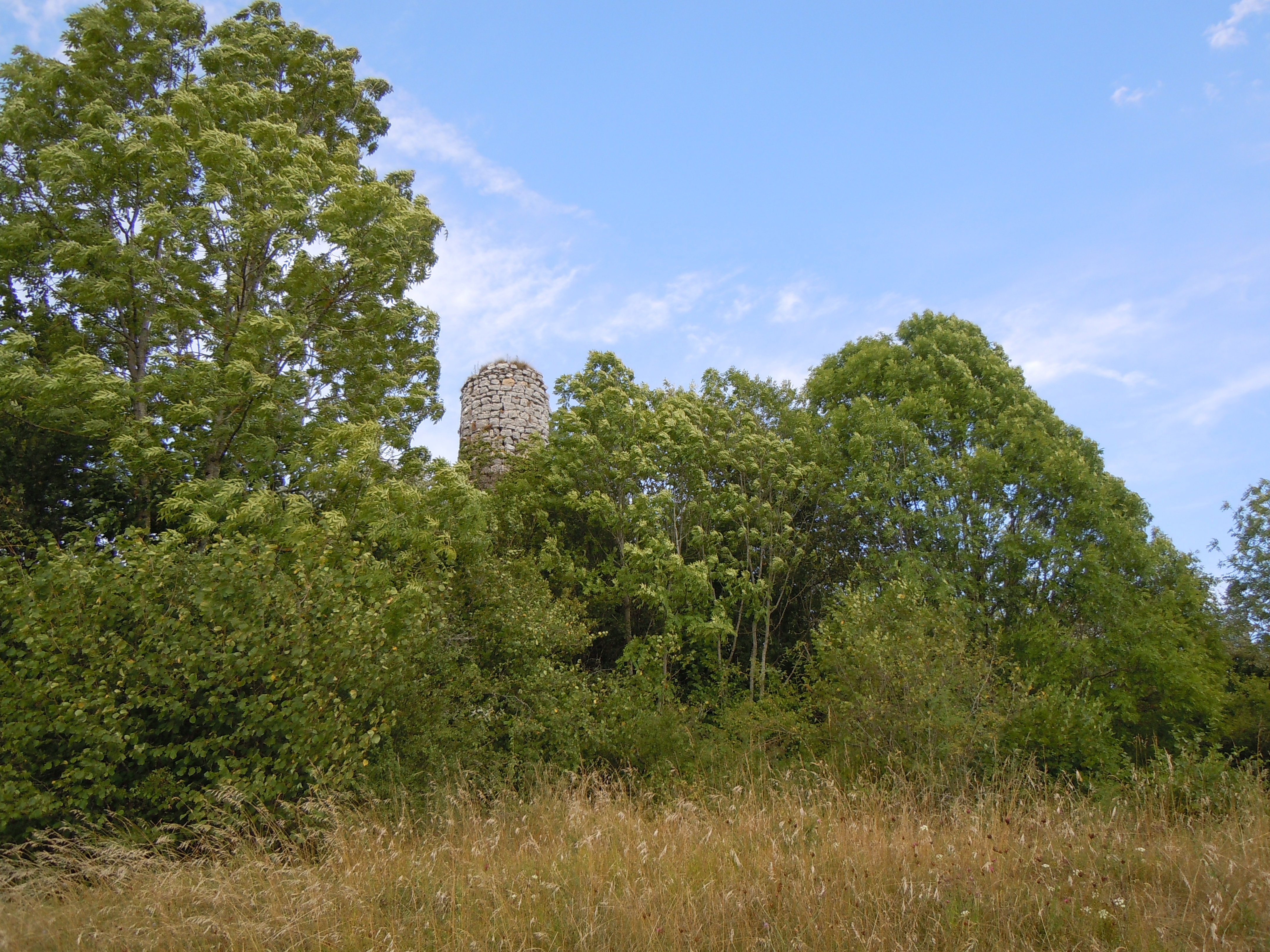
Château de Mauchamp
en août 2012.

### Châteaux
Le château de Conspectus (Conspet ou Conspey ou encore Compey) a été construit au XIe siècle, à l'origine il ne comprenait qu'une seule salle de 9 m par 13 m, avec des murs de 1 m d'épaisseur. Il est cité dans le cartulaire de l'abbaye de Saint-André-le-Bas de Vienne, vers 1061-1070, « castrum nomine Conspectum », « Castrum de Conspectus »,. Au XIIIe siècle, le château passe aux mains du seigneur de Gerbaix, qui le transforme en une tour avec un escalier de bois longeant la façade. C'est dans les murs de ce château, dit château de Saint-Maurice, que fut signé en 1280, le traité de paix entre Thomas III de Piémont et le Guillaume VII de Montferrat son  prisonnier. Dans la seconde moitié du XIVe siècle, un incendie ravage la tour, les Ravais devenus seigneurs de Saint-Maurice à la suite des Gerbaix font reconstruire un autre château à 500 m de là, le château de Mauchamp.
Le château de Mauchamp a été construit au XIVe siècle. Il domine le vallon de Gresin. Actuellement il ne reste qu'une tour en ruine.

### Musée
Le Radio-Musée Galletti, en plein cœur du bourg de Saint-Maurice-de-Rotherens, dans un bâtiment mitoyen à la mairie, est consacré aux travaux de Roberto Clemens Galletti di Cadilhac.
Cet ingénieur est un précurseur des radiotélecommunications ayant édifié et utilisé une antenne sur la montagne pour une des premières liaisons TSF depuis la commune, en 1912. C'est à la suite du don de ses archives par Gladys Muzzarelli, nièce de Roberto Galletti, effectué en 1973 qu'une association organise la création d'un musée en sa mémoire sur le territoire de la commune .

### Personnalités liées à la commune
Nicolas Sarkozy et François Hollande, hommes politiques et tous deux candidats à l'élection présidentielle française de 2012 et présidents de la République française auraient selon le généalogiste Jean-Louis Beaucarnot dans son livre Le Tout-politique, un ancêtre commun, dénommé Claude Labully-Burty, qui vivait à Saint-Maurice-de-Rotherens au XVIIe siècle.